# اورنلا میکلی
اورنلا میکلی (ایتالیایی: Ornella Micheli) تدوین‌گر اهل ایتالیا است. وی بین سال‌های ۱۹۵۰ تا ۱۹۸۱ میلادی فعالیت می‌کرد.
از فیلم‌هایی که وی در آن‌ها نقش داشته‌است، می‌توان به بازگشت سپیددندان، دختردایی‌های من، حس دشوار، پورنو هولوکاست، شب‌های شهوانی مردگان زنده، سکس سیاه، هفت نت سیاه‌رنگ، دادرس ناحیه، سپیددندان، وای خدای بزرگ، پاستوره اومد!، جوجه‌اردک را آزار نده و مارکو پولو اشاره نمود.